# كريس روبرسون (مؤلف)
كريس روبرسون (بالإنجليزية: Chris Roberson)‏ (25 أغسطس 1970)؛ روائي أمريكي. درس في جامعة تكساس في أوستن.